# Eupagurus
Eupagurus is een monotypisch geslacht van tienpotigen uit de familie van de Paguridae.

## Soort
- Eupagurus comptus